# تلمبه یوسف اللهی
تلمبه یوسف اللهی یک منطقهٔ مسکونی در ایران است که در دهستان اختیارآباد واقع شده‌است. تلمبه یوسف اللهی ۱۹ نفر جمعیت دارد.